# Epistephium lucidum
Epistephium lucidum är en orkidéart som beskrevs av Célestin Alfred Cogniaux. Epistephium lucidum ingår i släktet Epistephium och familjen orkidéer. Inga underarter finns listade i Catalogue of Life.

## Bildgalleri

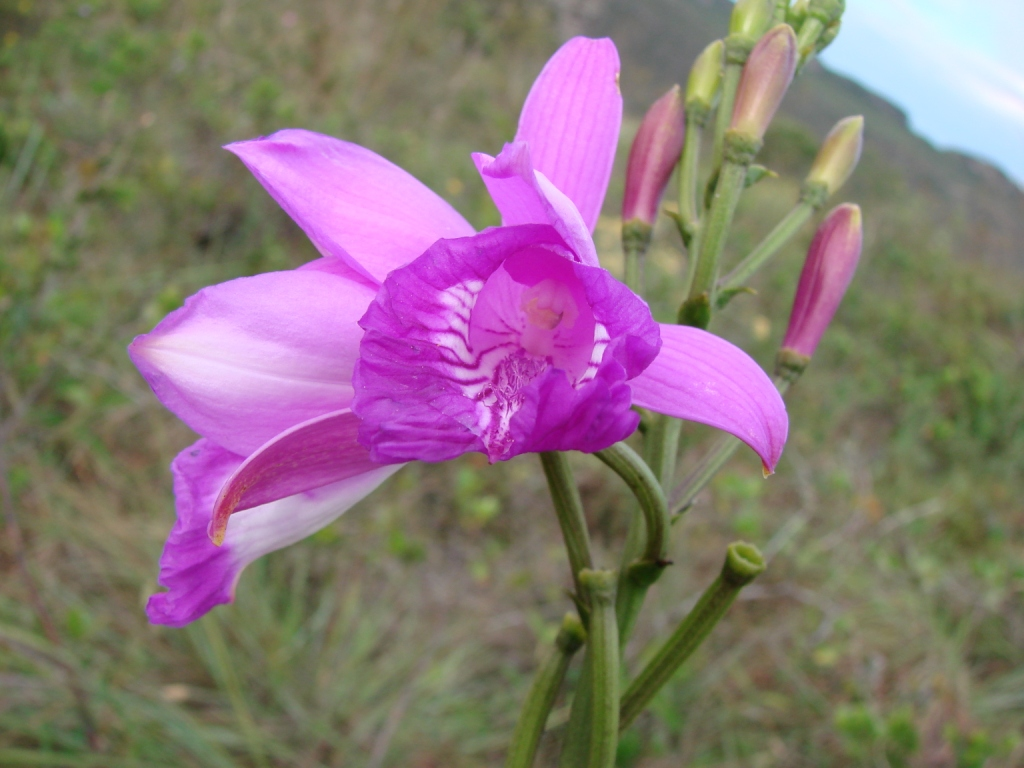